# Orașul Sării
Orașul sării sau Ir-melah (în ebraică עיר המלח) este un oraș la care se face referire în Biblia ebraică / Vechiul Testament.  Potrivit Cărții lui Iosua 15, 62, orașul era situat în pustiul lui Iuda, altfel cunoscut sub numele de Deșertul Iudeei. Este identificat de unii cercetători cu situl arheologic Khirbet Qumran.

## Nume antic
Toponimimul este uneori transcris în traduceri în limba engleză ale Bibliei ebraice, cum ar fi Ir-melah în JPS Tanakh, care este o transliterare ebraică a עיר המלח (ˁîr-hammelaḥ).